# Phoradendron forestierae
Phoradendron forestierae är en sandelträdsväxtart som beskrevs av Robinson & Greenm.. Phoradendron forestierae ingår i släktet Phoradendron och familjen sandelträdsväxter. Inga underarter finns listade i Catalogue of Life.